# Die singende Stadt (1930)
Die singende Stadt ist ein deutsch-britischer Musikfilm aus dem Jahre 1930 von Carmine Gallone mit Brigitte Helm und Jan Kiepura in den Hauptrollen.

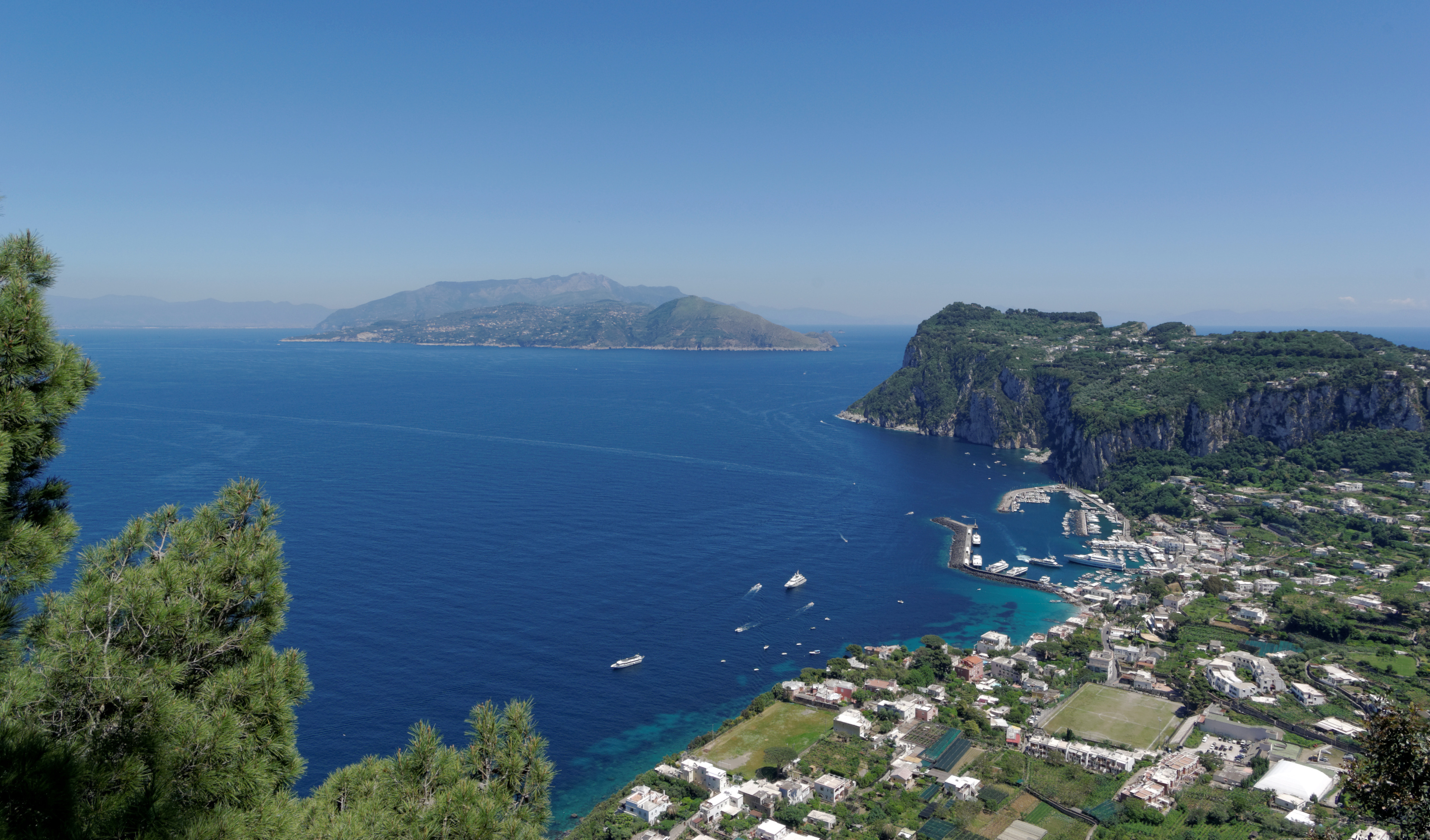
Drehort Capri

## Handlung
Die jung verwitwete Wienerin Claire Landshoff gehört den so genannten besseren Kreisen ihrer Heimatstadt an. Das etwas flatterhafte und wenig in die Tiefe gehende Geschöpf ist ebenso wohlhabend wie lebenslustig. Um dem gesellschaftlichen Einerlei zu entkommen, hat sich Claire dazu entschlossen, einen Urlaub anzutreten, der sie in warme, süditalienische Gefilden führt. In Neapel, der titelgebenden singenden Stadt, lernt sie den charmanten einheimischen Fremdenführer Giovanni kennen. Claire ist von seiner äußeren Erscheinung ebenso angetan wie von seiner herrlichen Gesangsstimme. Als guter Gastgeber will Giovanni der Österreicherin die Umgebung seiner sonnendurchfluteten Heimat zeigen und reist mit ihr unter anderem nach Capri.
Die beiden verbringen eine schöne Zeit miteinander. Claire findet, dass Giovanni sein gesangliches Können professionalisieren sollte, und schlägt diesem vor, seine Stimme von einem Fachmann ausbilden zu lassen. Eines Tages erscheint in Süditalien ein hartnäckiger, alter Verehrer Claires, ihr Landsmann Rudi Feldegger, der noch immer nicht von ihr lassen will. Der Geck bringt Claire klatschtechnisch auf den neuesten Stand, und die junge Frau bemerkt plötzlich, wie sehr sie die gesellschaftlichen Auftritte, die in Wien zu ihrem Alltag gehören, vermisst hat. Claire entschließt sich daraufhin, ihre Zelte in Neapel abzubrechen und nach Hause zurückzukehren. Giovanni fühlt sich von Claire im Stich gelassen. Als er ihr wie ein liebestrunkener Papagallo folgt, bemerkt er nicht, dass auch er in der Heimat jemanden traurig zurücklässt: Es ist die junge Carmela, ein neapolitanisches Mädchen, das schon immer Gefühle für ihn hegte.
Claires Gebaren daheim in Wien befremdet Giovanni sehr; er fühlt sich bald wie ihr Toyboy, der als Mitbringsel, als „Trophäe“ in die Wiener Gesellschaft eingeführt und anschließend in den eleganten Salons herumgereicht wird. Immerhin knüpft der Neapolitaner in der österreichischen Hauptstadt Kontakte zu Vertretern der Musikbranche, und eines Tages steht sogar ein Konzert, das er geben soll, an. Giovanni, der mit zunehmendem Befremden und Eifersucht auf Claires Flirts mit zahlreichen Männern reagiert, weiß nicht, dass diese Frau alle Konzertkarten aufgekauft und an Freunde und Bekannte verschenkt hat, um den Musiksaal voll zu bekommen. Es kommt infolgedessen zu einer heftigen Eifersuchtsszene, bei der Giovanni erkennen muss, wie oberflächlich diese Frau ist, die er aufrichtig geliebt hat. Reumütig und um einiges weiser kehrt das italienische Stimmwunder in die singende Stadt zurück, wo Carmela bereits sehnsüchtig auf ihn wartet.

## Produktionsnotizen
Die Dreharbeiten zu Die singende Stadt fanden im Mai und Juni 1930 an mehreren Plätzen und Städten Österreichs (Wien) und vor allem Italiens (Neapel, Capri, Pompeji) statt. Die Atelieraufnahmen entstanden in London. Die Uraufführung erfolgte am 27. Oktober 1930 im Wiener Apollo-Theater, die Berliner Premiere fand zwei Tage darauf im UFA-Palast am Zoo statt.
Arnold Pressburger und Gregor Rabinowitsch übernahmen die Produktionsleitung, Oskar Friedrich Werndorff und Oskar Triebrich entwarfen die Filmbauten. George Burgess sorgte für den Ton.
Von diesem Film wurde zeitgleich auch eine englischsprachige Fassung unter dem Titel City of Song angefertigt, die am 9. Januar 1931 seine Weltpremiere feierte.

## Sonstiges
Inmitten der Dreharbeiten kam der Kameramann Arpad Viragh ums Leben. Er hatte auf Capri verdorbene Schalentiere verzehrt.
Martin Kosleck und Hans Heinrich von Twardowski, die hier beide zwei Verehrer Brigitte Helms spielen, waren in Wirklichkeit zu dieser Zeit ein schwules Paar und beschlossen nach Ende der Dreharbeiten, in die Vereinigten Staaten auszuwandern.

## Musik
Folgende Musiktitel wurden gespielt:
- La Donna è mobile (Ach wie so trügerisch)
- Leb’ wohl Schatz, ich zieh’ durch die Welt
- Signora, ich sah Sie heut’ zum ersten Mal

Diese Lieder erschienen im Musikverlag Ufaton-Verlags GmbH, Berlin.

## Kritiken
In Wiens Neue Freie Presse heißt es: „…der Film ist vor allem eine Meisterleistung Carmine Gallones, des Regisseurs. Er hat hier ein Werk geschaffen, das alle Vorzüge des stummen Films zeigt, alle künstlerischen Errungenschaften dieser jung-verstorbenen Gattung verwendet, und in dem Ton und Sprache nicht ein neuartiges Spiel, nur höchsten Triumpf des alten bedeuten.  (…) Bildet solcherart die Landschaft selbst einen der attraktivsten Hauptdarsteller dieses Films, so darf andererseits gesagt werden, daß sich Jan Kiepura und Brigitte Helm dieses „Kollegen“ würdig erweisen. Kiepura paßt in die Gegend so tadellos, als wäre er wirklich einmal ein neapolitanischer Lazzarone gewesen.“
Die Österreichische Film-Zeitung schrieb: „Man wird selten so viel Kunst und Schönheit in einem Film vereinigt finden, wie sie der Film „Die singende Stadt“ vermittelt… Dieser Film ist eine Attraktion … Nicht allein um der akustischen Genüsse willen, die er bietet, sondern auch durch die unvergleichlichen optischen Eindrücke, die sich dem Beschauer öffnen. Die strahlende Schönheit der italienischen Landschaft, wo sie am schönsten, reizvollsten, interessantesten ist: Neapel (…) Kammersänger Jan Kiepura ist der Darsteller dieser Rolle, die er sehr natürlich verkörpert und in der er vor allem seine gesanglichen Darbietungen … restlos begeistert.“

„Die Helden des Films „Singende Stadt“ sind ein paar Stimmbänder, Brigitte Helm, die entfesselte Tonfilmkamera und Neapel. Stadt der Klänge, die gewoben sind aus Meeresrauschen und Ruderschlag, aus Chören der Fischer, aus Kinderjubel und der wirbelnden Tarantella am Ufer von Capri. Es ist das wogende Meer von Tönen, Lauten, Geräuschen, das der filmische Apparat einfängt und wiedergibt, ein Gewirr von schimmernder Transparenz. (…) Endlich ist die Kamera wieder aus ihrer Starre befreit.“